# Colorless green ideas sleep furiously

Diagrama X barrada aproximat de «colorless green ideas sleep furiously»

«Colorless green ideas sleep furiously» (literalment, «les idees verdes incolores dormen furiosament») és una oració composta per Noam Chomsky en la seva obra de 1957 Estructures sintàctiques com un exemple de frase que és gramaticalment correcta però que semànticament no té sentit. El terme fou utilitzat originalment en la seva tesi de 1955 Estructures lògiques de la teoria lingüística i en el seu article de 1956 Tres models per la descripció del llenguatge. Encara que l'oració és gramaticalment correcta, no se'n deriva cap significat comprensible, cosa que demostra la distinció entre la sintaxi i la semàntica. Com un exemple d'error categorial, fou utilitzada per mostrar la deficiència dels llavors populars models probabilístics gramaticals, així com la necessitat de definir models més estructurats.